# Dróżniczek białobrzuchy
Dróżniczek białobrzuchy (Geositta cunicularia) – gatunek małego ptaka z rodziny liściarków (Scleruridae). Występuje w Ameryce Południowej. Nie jest zagrożony.

## Podgatunki i zasięg występowania
Wyróżnia się następujące podgatunki:
- G. c. juninensis Taczanowski, 1884 – centralne Peru
- G. c. titicacae Zimmer, 1935 – południowo-centralne Peru, zachodnia Boliwia, północne Chile i północno-zachodnia Argentyna
- G. c. frobeni (Philippi & Landbeck, 1864) – południowe Peru
- G. c. georgei Koepcke, 1965 – Ica i zachodnia Arequipa (południowe Peru)
- G. c. deserticolor Hellmayr, 1924 – Arequipa do północnego Chile
- G. c. fissirostris (Kittlitz, 1835) – dróżniczek stokowy[4] – południowa Atacama do Llanquihue (centralne Chile)
- G. c. contrerasi Nores & Yzurieta, 1980 – Sierras Grandes w prowincji Córdoba (zachodnio-centralna Argentyna)
- G. c. hellmayri J.L. Peters, 1925 – Malleco (wschodnio-centralne Chile), zachodnia Argentyna
- G. c. cunicularia (Vieillot, 1816) – dróżniczek białobrzuchy[4] – południowo-centralna Brazylia do wschodniej i południowej Argentyny oraz południowego Chile

## Nazwy lokalne
W Buenos Aires nazywany Manea-cola („trzęsący ogonem”), w Patagonii Caserita („mały budowniczy domów”), a w pozostałych miejscach Minera (górnik) lub Caminante (podróżnik), od jego zwyczaju gwałtownego wbiegania na drogę lub ścieżkę, przed idącą albo jadącą osobę.

## Morfologia
Długość ciała wynosi 14–17 cm, masa ciała 20–35 g. Skrzydło mierzy około 8,9 cm (3,5 cala), ogon ok. 5 cm (2 cale). Upierzenie w większości ziemistobrązowe. Skrzydła jasnocynamonowe, czerwonawe. Sterówki cynamonowoczerwone. Spód ciała jasny, pierś pokryta brązowymi wzorami. Dziób smukły, wygięty, brew biała.

## Środowisko
Tereny trawiaste i zarośla, zarówno nizinne, jak i górskie; zazwyczaj o podłożu piaszczystym lub skalistym.

## Zachowanie
Żywi się nasionami i owadami, które zbiera z ziemi. Odzywa się szybkim trelem. Gniazdo mieści się w norach wygrzebywanych w skarpach. W lęgu 2 lub 3 jaja. Inkubacja trwa około 14 dni, wysiadują oboje rodzice. Pisklęta pozostają w gnieździe 18–20 dni po wykluciu. Wyprowadza do dwóch lęgów w ciągu sezonu.

## Status
IUCN uznaje dróżniczka białobrzuchego za gatunek najmniejszej troski (LC, Least Concern) nieprzerwanie od 1988 (stan w 2020). Liczebność populacji nie została oszacowana, ale ptak ten opisywany jest jako dość pospolity. Trend liczebności populacji uznawany jest za spadkowy ze względu na niszczenie siedlisk.